# Citibank
Citibank (Сітібанк) — один із найбільших банків США зі штаб-квартирою у Нью-Йорку. Входить у холдинг Citigroup. Належить до «Великої Четвірки» найбільших банків США. Citibank має дочірні банки та представництва в понад 100 країнах світу (в т. ч. в Україні) і входить до десятки найбільших банків світу за рейтингом британського журналу The Banker.
Під час повномасштабного вторгнення військ РФ до України 2022 року компанія відмовилася зупиняти роботу на російському ринку та приєднатися до бойкоту російського фашистського режиму.

## Історія

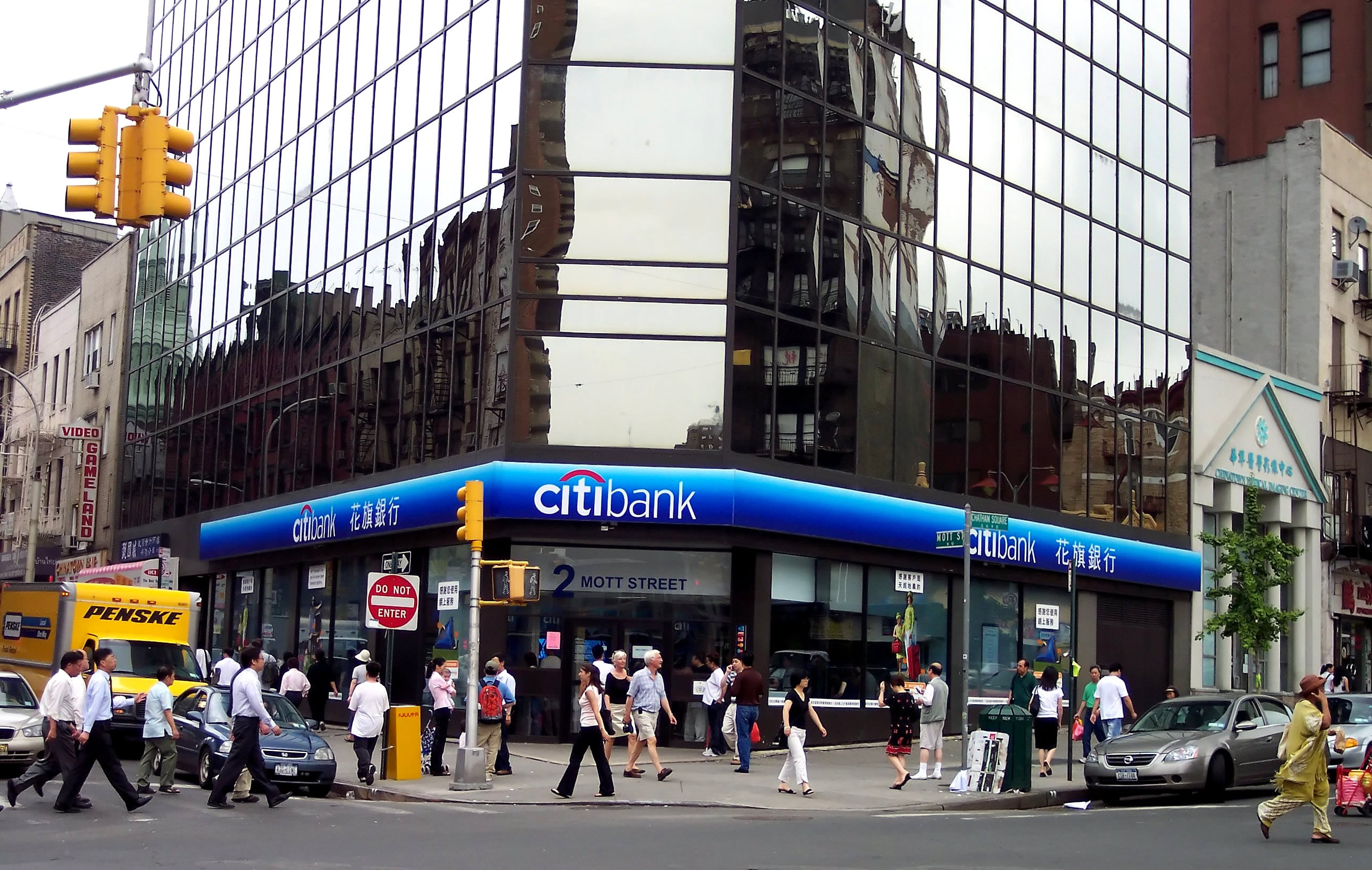
Відділення Citibank у Чайна-таун в Нью-Йорку (2005)

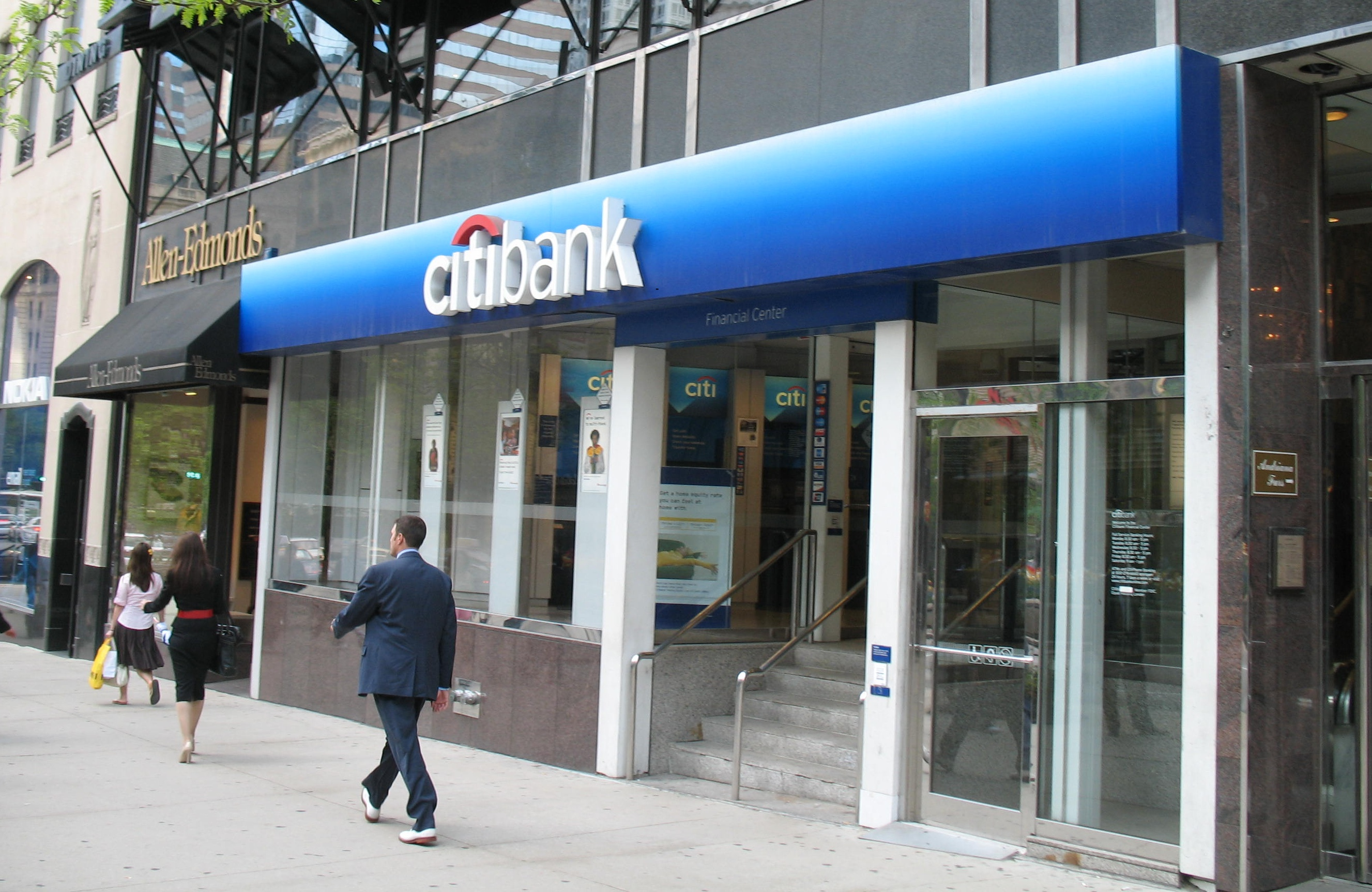
Відділення Сітібанку в Чикаго (2007)

Був заснований у 1812 році як «City Bank of New York». Пізніше перейменовувався в «The National City Bank of New York» (1895), «The First National City Bank of New York» (1955), «First National City Bank» (1962). З середини 1970-их по сьогодні має назву «Citibank National Association» (Citibank N.A.) або просто «Citibank».
Під час повномасштабного вторгнення військ РФ до України 2022 року компанія відмовилася зупиняти роботу на російському ринку та приєднатися до бойкоту фашистського режиму. Міністр МЗС України Дмитро Кулеба закликав світ бойкотувати компанію.

## Міжнародна група
Станом на 2013 рік, левову частку доходів Citibank отримує на ринку США (51 %), країни Латинської Америки формують 25 %, Азії — 20 %, Європи / Близького Сходу / Африки — 4 %. Citibank має дочірні банки та представництва у 36 країнах світу.

### Сітібанк Україна
У листопаді 1998 року була заснована українська філія — ПАТ «Сітібанк», його головний офіс та єдине відділення у ньому розташовані в Києві на вулиці Ділова, 16Г. Банк веде консервативну бізнес-модель і обслуговує переважно іноземних корпоративних клієнтів групи Citi в Україні. Загальні активи української філії Сітібанку станом на 1 січня 2018 року становили 19 млрд грн, за їхніми розмірами він входить у двадцятку найбільших банків в Україні. Також є одним з найприбутковіших банків в Україні. У 2017 році його сукупні прибутки становили 1 млрд грн, у попередньому 2016 році вони дорівнювали 1,4 млрд грн.
В липні 2018 року Citibank оголосив про розширення програми випуску глобальних депозитарних нот (global depositary note, GDN) на облігації внутрішньої державної позики (ОВДП) України.